# Solunds kommun
Solunds kommun (norska: Solund kommune) är en kommun i landskapet Sogn i Vestland fylke i västra Norge. Den ligger ytterst i Sognefjorden mot Nordsjön. Kommunens centralort är tätorten Hardbakke. Med sina många öar, holmar och skär är kommunen Norges västligaste och den var den enda rena ökommunen i dåvarande Sogn og Fjordane fylke, som kommunen tidigare tillhörde.
I Solunds kommun finns sandsten från devontiden. Tillsammans med lämningarna vid Fensfjorden, Håsteinen och Hornelen bildas devonfälten på Vestlandet som är en viktig del av Norges geologi.
Inom kommunen ligger Holmebåen som är kungariket Norges västligaste punkt.

## Administrativ historik
Utværs kommun upprättades 1858 genom utbrytning ur Gulens kommun (Evenviks kommun). Kommunen omfattade då större delen av  nuvarande Solunds kommun och hade 1 384 invånare vid upprättandet.
Den 1 januari 1888 överfördes ett bebott område (gården Krakken med 17 invånare) från Hyllestads kommun till Utværs kommun. Samtidigt överfördes ett annat bebott område (gårdsnummer 54 - 61 med 317 invånare) från Askvolls kommun till Utværs kommun.
Den 1 juli 1890 bytte kommunen namn från Utværs kommun till Sulens kommun.
Den 16 november 1923, genom kunglig resolution, bytte kommunen namn från Sulens kommun till Solunds kommun.
Den 1 januari 1964 överfördes ett bebott område (ön Losna med 40 invånare) från Gulens kommun till Solunds kommun.

## Tätorter
I Solunds kommun finns en tätort:
- Hardbakke (centralort)

## Socknar
Inom Norska kyrkan motsvaras Solunds kommun av Solunds socken i Nordhordlands prosteri i Bjørgvins stift.